# Islas (banda)
Islas es una banda mexicana de rock creada por Ricardo Castillo en 2016 y que actualmente incluye a los integrantes Guillermo Sánchez, Israel Caballero e Iván Barbosa. Es uno de las primeros proyectos musicales en México con un enfoque «Transmedia», un tipo de relato donde la historia se despliega a través de múltiples medios y plataformas de comunicación, y en el cual una parte de los consumidores asume un rol activo en ese proceso de expansión. Bandas como: Nine Inch Nails, Gorillaz, Arcade Fire y Björk son ejemplos de este enfoque. El nombre del proyecto hace alusión al múltiple tipo de contenidos que Castillo propone como parte del mismo Cuentos, Cómics y Cortometrajes .

## Historia

### Formación y primer disco
Islas nace en la ciudad de Mérida, Yucatán, como un proyecto solista de Ricardo Castillo al momento que éste toma la decisión de iniciar una nueva etapa distinta a Elviaje, su antigua agrupación. Para este proyecto, Castillo buscaba darle forma a los sonidos que ya venia desarrollando durante la última gira de Elviaje en su computadora personal. En enero del año 2016, Castillo entra al estudio en Mérida para plasmar las ideas en un EP. Una vez terminada la composición de las canciones, Castillo decide trabajar el proceso final con Alanity, productor con el que había trabajado en Abrir Puertas, último disco de Elviaje. En septiembre de ese mismo año, Ricardo Castillo se muda a la CDMX para conformar la agrupación junto con los locales Juan Pablo Bolio y Fernando Chapa para lanzar "Densidad", el primero de cinco sencillos que completaban el primer EP titulado "Islas". A este primer sencillo le siguieron "Islas" en octubre de 2016, "Náufrago" en julio de 2017, "Pulpos" octubre de 2017 y finalizando el primer ciclo con "Biodinámica" en febrero de 2018.

## Discografía

### Sonidos de Ultramar (2019)
En marzo de 2018, Islas entra al estudio para grabar nuevas composiciones de Ricardo Castillo las cuales formaran parte de un nuevo disco: Sonidos de Ultramar, el cual se trató de un disco acústico.

### Covers de Ultramar (2020)
En 2020, Ricardo Castillo y el resto de la banda trabajaron en un EP llamado 'Covers de Ultramar', en el que hicieron tributos a distintas bandas, incluidas Wild Nothing, Mac DeMarco, Walter Esaú, The Smiths y Jorge Drexler. 

### Fugaces (2020)
En ese mismo año, Islas lanza su EP Fugaces, una de sus obras más importantes y con el que obtuvieron reconocimiento en la industria musical en México. 

### Suertes (2023)
Islas presenta su primer material de larga duración. Un álbum de 13 canciones que marca un antes y un después en la historia de la banda. Con Suertes, Islas se consagra como uno de los grupos más interesantes hoy por hoy en el país, ya que van desde el rock, el synthpop, el dream pop y más, todo en un solo disco.

## Miembros
- Ricardo Castillo - Voz principal, Guitarra, Sintetizadores, Looper, Programaciones (2016-actualidad)
- Guillermo Sánchez - Batería (2019-actualidad)
- Israel Caballero - Bajo (2018-actualidad)
- Iván Barbosa - Guitarra (2024-actualidad)

## Discografía
Sencillos de estudio
- Densidad (2016)
- Islas (2016)
- Náufrago (2017)
- Pulpos (2017)
- Biodinámica (2018)
- Cicatrices (2018)
- Japón no es una isla (2018)
- Sofá (2019)
- Magnolias (2019)
- Fin (2020)
- Básica (2020)
- Blanca Navidad (2020)
- Noche de paz (2020)
- Los ojos (2022)
- Un cuarto de hotel (2022)
- Escape (2023)